# 賽馬會屯門蝴蝶灣體育館

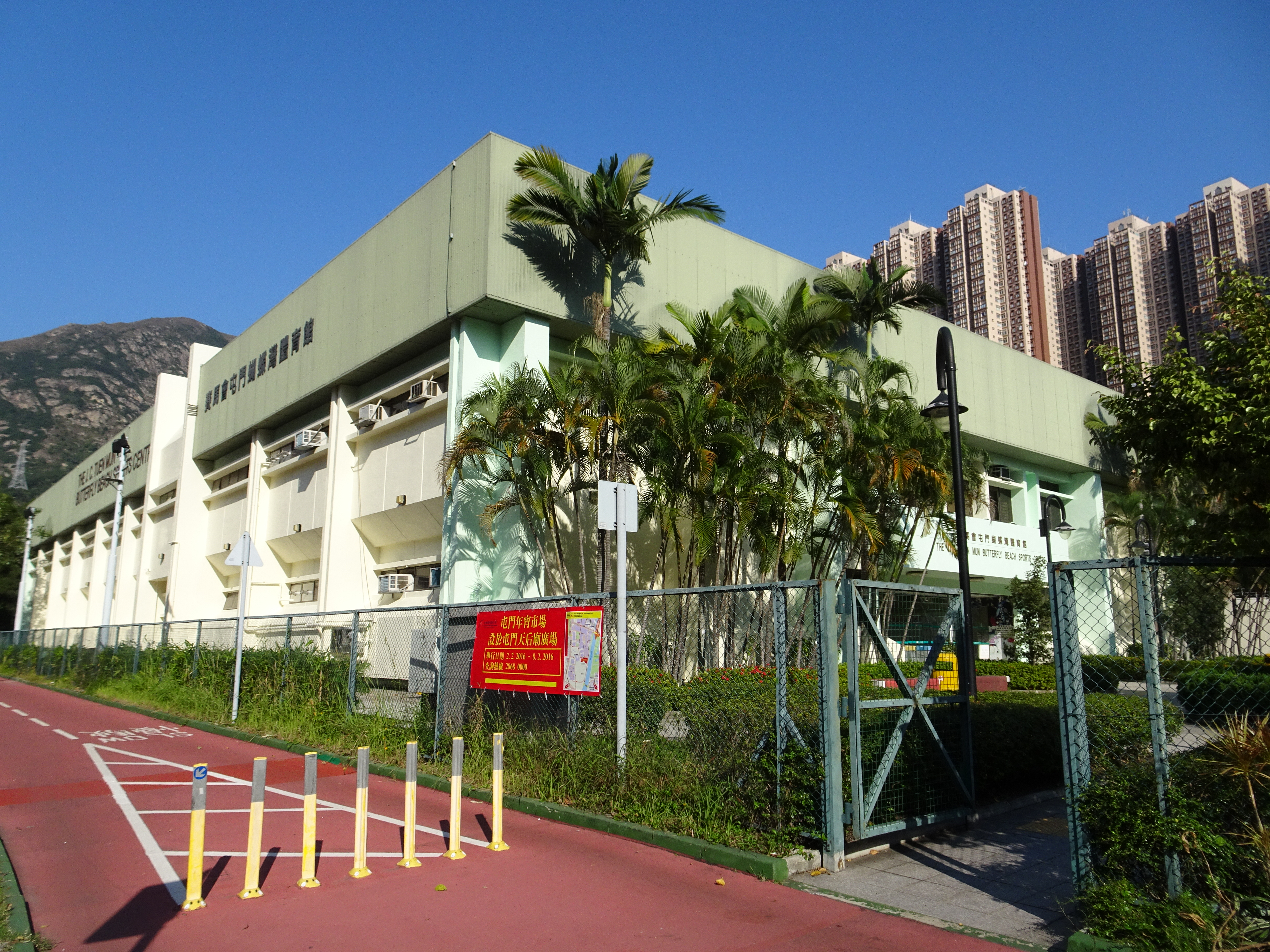
賽馬會屯門蝴蝶灣體育館

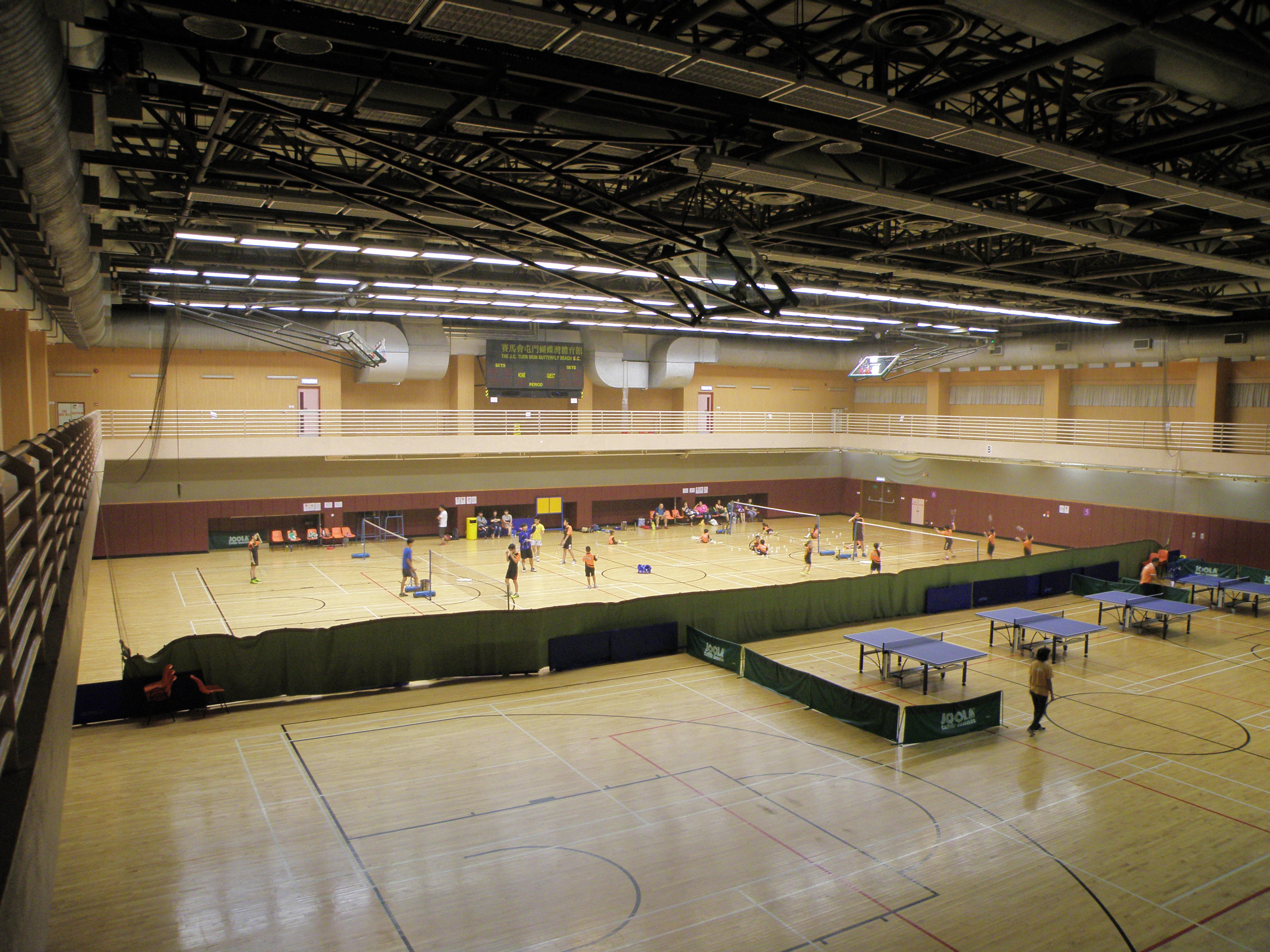
賽馬會屯門蝴蝶灣體育館主場

賽馬會屯門蝴蝶灣體育館（英語：The Jockey Club Tuen Mun Butterfly Beach Sports Centre），為康樂及文化事務署一所室內體育館，位於香港新界蝴蝶灣湖山路11號，於1988年7月13日啟用，由香港賽馬會資助興建。本體育館是根據香港法例《公眾衞生及市政條例》中公眾遊樂場地的條文交由康文署管理。2022年12月29日起，本館暫時用作新冠肺炎防疫用途而暫停開放，2023年2月7日起再次開放。

## 館內設施
- 多用途主場：可提供2個籃球場／排球場／8個羽毛球場
- 3個多用途壁球場
- 1個健身室
- 1個舞蹈室
- 1個活動室／乒乓球室

### 設施樓層
| 1樓  | 售票處及辦事處、舞蹈室、活動室／乒乓球室 |
| 地下 | 多用途主場、壁球室、健身室               |

## 開放時間
每日07:00-23:00（定期保養日除外）

### 定期保養日
每月第1及3個星期一的09:00-15:00
(如該日為公眾假期，保養日則順延至下一個工作日)

## 鄰近建築物及設施
- 湖景邨
- 蝴蝶邨
- 兆山苑
- 兆湖苑
- 新屯門中心
- 屯門高爾夫球中心
- 屯門康樂體育中心
- 屯門公眾騎術學校
- 屯門游泳池
- 蝴蝶邨公共圖書館
- 湖山遊樂場

## 外部連結
- [www.lcsd.gov.hk/tc/facilities/facilitieslist/facilities.php?fid=242 康文署：賽馬會屯門蝴蝶灣體育館]